# 陳美歡
陳美歡（英語：Mei Huan Chen，1965年—），出生和祖籍廣東台山人，也是美籍女華人，希臘神話（澳門）娛樂集團股份有限公司股東及董事。

## 生平
前夫為姓廖，人稱「事頭婆」，最早在80年代初，曾在美國賭場擔當荷官工作，其後在90年代初，於澳門任職經營「伯爵牌」香煙的「銀信控股有限公司」煙草營業銷售員；1996年，她透過拉攏高官關係，和當時男友「街市偉」（吳文新）協助收購新世紀酒店（北京王府大飯店前身）。
2012年7月，身處美國的陳美歡手下安排於酒店內貴賓廳襲擊已分手的「街市偉」，以致對薄公堂，而所涉及官司也出現，包括非法集資事件。
2013年10月15日，陳美歡被澳門司警拘捕，原因是涉嫌以發放轉碼回佣、投資賭場、高息借款及轉售酒店客房為由，向35名內地及澳門人借款，還款時卻開出空頭支票，涉款3億港元。
2016年7月22日，她所持有該酒店被澳門旅遊局勒令停業半年。